# Frederick Theodore Frelinghuysen
Frederick Theodore Frelinghuysen (Millstone, 4 de agosto de 1817-Newark, 20 de mayo de 1885) fue un abogado y político estadounidense que se desempeñó como Senador de los Estados Unidos por Nueva Jersey y luego como Secretario de Estado de los Estados Unidos bajo la presidencia de Chester A. Arthur.

## Biografía

### Primeros años
Nació en Nueva Jersey, hijo de Frederick Frelinghuysen (1788-1820) y Mary Dumont. Su padre murió cuando solo tenía tres años, y fue adoptado por su tío, Theodore Frelinghuysen (1787-1862).
Se graduó de la Universidad Rutgers en 1836 y estudió derecho en Newark con su tío, iniciando la práctica legal en 1839, después de ser admitido en el colegio de abogados. Se convirtió en abogado del Ferrocarril Central de Nueva Jersey, Morris Canal and Banking Company, entre otras corporaciones.

### Carrera política
Fue delegado a la Convención Nacional Republicana de 1860 por Nueva Jersey y de 1861 a 1867 fue el fiscal general del estado. Fue delegado a la conferencia de paz de 1861 en Washington D. C., y en 1866 fue nombrado por el Gobernador de Nueva Jersey, para cubrir una vacante en el Senado de los Estados Unidos. En 1867, fue elegido para completar el mandato, pero una mayoría demócrata en la Legislatura de Nueva Jersey impidió su reelección en 1869.
En 1870, fue nominado por el presidente Ulysses S. Grant y confirmado por el Senado como Embajador de los Estados Unidos en el Reino Unido para suceder a John Lothrop Motley, pero rechazó el cargo. Desde 1871 hasta 1877, fue nuevamente miembro del Senado, presidiendo el comité de asuntos exteriores durante las negociaciones de las reclamaciones de Alabama.
Fue un fuerte oponente de las medidas de reconstrucción del presidente Andrew Johnson, votando contra él en el juicio de destitución. Fue miembro del comité conjunto que redactó e informó (en 1877) el proyecto de ley de la Comisión Electoral, y posteriormente se desempeñó como miembro de la Comisión Electoral que decidió la elección presidencial de 1876.

#### Secretario de Estado
El 12 de diciembre de 1881, fue designado Secretario de Estado de los Estados Unidos por el presidente Chester A. Arthur para suceder a James G. Blaine, y se desempeñó hasta unos días después de la toma de posesión del presidente Grover Cleveland en marzo de 1885.
Continuó los intentos fallidos de Blaine para mediar en las negociaciones de paz entre Perú, Bolivia y Chile en el marco de la Guerra del Pacífico. Nombró a Cornelius A. Logan como ministro en Chile, que medió el acuerdo de paz de 1883 entre Chile y Perú, finalizando la guerra con el Tratado de Ancón el 23 de octubre de 1883.
Contra los deseos del presidente Arthur, canceló la Conferencia Panamericana que Blaine había organizado antes de su partida. Arthur había presentado el asunto ante el Congreso, que no tomó ninguna medida, retirándose las invitaciones para la conferencia. También se negó a arbitrar la disputa fronteriza entre Venezuela y Reino Unido por la frontera occidental de la Guayana británica.
Preocupado por la construcción europea en el Canal de Panamá, intentó sin éxito renegociar el Tratado Clayton-Bulwer de 1850 con Reino Unido. Negoció un tratado en 1884 con Nicaragua que le otorgaba a Estados Unidos derechos exclusivos para construir y controlar un canal transoceánico, términos que contradecían directamente el Tratado Clayton-Bulwer. El Senado no ratificó el tratado.

### Últimos años y fallecimiento
Posteriormente, regresó a su casa en Newark, donde falleció menos de tres meses después de retirarse.